# Let's dance (Wally Tax)
Let’s dance is een single van Wally Tax. Het was zijn laatste single waarop hij zelf zong. Hij zou nog wel voor anderen blijven schrijven, onder meer voor Lee Towers. De muziek doet atypisch aan voor Wally Tax, toch een van de rockers van weleer. Het is meer een chansonachtige ballade. Let’s dance kwam niet voor op een regulier album van hem.

## Hitnotering

### Nederlandse Top 40
| Positie: | 37 | 31 | 31 | 36 | uit |

### NPO Radio 2 Top 2000
Let's dance stond alleen in 2000 in de NPO Radio 2 Top 2000, op plek 1846.